# Schizotetranychus eremophilus
Schizotetranychus eremophilus är en spindeldjursart som beskrevs av McGregor 1950. Schizotetranychus eremophilus ingår i släktet Schizotetranychus och familjen Tetranychidae. Inga underarter finns listade i Catalogue of Life.